# 赵承熙
趙承熙（韓語：조승희，1984年1月18日—2007年4月16日）是2007年弗吉尼亚理工大學校園槍擊案的主犯，旅美韩国人，為該校學生。2007年4月16日，其行兇後飲彈自盡，其屍體被發現在其他遇難者的遺體中。

## 傳記
趙承熙生於韓國忠清南道牙山市，1992年9月，8歲時跟隨父母移民美國密歇根州的底特律。根據維吉尼亞理工學院的資料，他是該大學英語專業四年級本科生。是韓國公民並持有美國永久居留證，長住於華盛頓大都會地區內維吉尼亞州費爾法克斯县的縣府直轄地區山特維爾市（Centreville）。他於2003年畢業于維吉尼亞州費爾法克斯縣的西菲爾特高中（Westfield High School），父母經營一家乾洗店。一個校園內的韓國人社團指出趙某很少參加社團活動或和他們交談。在意外發生之前，他已顯示出一些暴力徵狀，反常的行為包括在宿舍寢室內縱火，據稱亦跟蹤騷擾一些女性，相信他有接受相關治療。

## 維吉尼亞理工大學慘案
據美國CNN電視臺報導， 趙承熙於4月16日事發當天曾在宿舍內與兩人發生嚴重爭吵，其間說出「富家子弟」、「放蕩」、「欺詐」等字眼，隨後宿舍內傳出槍聲，兩人身亡。
兩小時後，趙承熙闖入維吉尼亞理工大學工程系諾理斯教學大樓開槍，造成32人死亡，23人受傷。警方根據從兩支槍上採集的指紋與移民案卷認定了兇手身分。並在兩處大樓內採集到指紋核對並證實吻合。警方一度怀疑与兇手手臂上之紅墨水印記「Ismail Ax」同名的同犯或證人，但后来证明确实仅有一名兇手。
後來趙承熙被警方包圍於大樓內，兇徒吞槍自殺，脑部中彈。弗州警方已根据证人供词认定他是此次事件中仅有的「縱慾殺手」（英文：Rampage killer 或 Spree killer）。

## 槍械來源
根據美國憲法第二修正案條文，美國民眾不可剝奪的有擁槍、持槍的權利。每個擁有持槍證的弗吉尼亚州州民均能在本州內方便合法地購買槍支。根據槍械店記錄，赵於2007年3月6日購入一款格洛克19九毫米口径手槍，4月9日又增購一款瓦爾特P22.22 LR（點二二英吋）小口徑手槍。兩支槍上的序號均被銼刀磨去。
美國聯邦調查局相信，兩支手槍及槍彈均是通過合法途徑，於弗吉尼亚的槍店中購買，根據該州法律，州民每個月只能購槍一枝（或一挺）。

趙承熙在中學時診斷患有選擇性緘默症，並曾接受治療。

### 医院的评价
2005年，赵承熙曾被弗吉尼亚州蒙哥马利县当局短期羁留并接受心理评估，评估结果为他理智不健全、已构成对其本人的生命威胁。特别法官命令赵到县医院心理科门诊接受诊治，赵也遵照就医，随后的医生检查发现赵患有严重的忧郁症。另有一些报导是在案发前赵使用抗忧郁药物，但是经联邦调查局查对全美国药物数据库并没有找到任何医生给赵的开的处方记录。

### 大学的评价
理工大学的发言人称赵承熙是个‘不合群的人’，并说大学为找关于他的资讯费了很大劲。大学裡有一个韩国学生俱乐部，但俱乐部主任说赵从来不与韩国同学们交谈。早些时候有人报告赵在宿舍内放火，两名女生报告警方说在校园中被赵跟踪，他的同班女同学报告说他曾用手机偷拍她们的照片。

### 同学的评价
另有同学描述赵为‘沉默寡言’的人，别人给他打招呼他却从不理睬。女同学朱莉·普尔（Julie Poole）说上文学课第一天每个同学都自我介绍，当轮到他时却坐着发愣，一句话也没有说。老师从同学们上课前的签名表上他的栏目中仅看见一个问号，从此他就被视作‘问号小子’（Question mark kid）。赵的祖母也说，我孙儿非常內向，我真的不相信他会做出这么大的事情来。
两名曾经与赵同过宿舍的学生在被访谈时说，赵的确有跟踪男同学的异性朋友，有时深夜站在自己寝室门口给路过的同学拍照，又时常打骚扰电话给同学说：‘我是小赵的哥哥，问号’。他也经常对感兴趣的女生介绍他自己是‘问号’。
同学史蒂芬尼·戴莉（Stephanie Derry）说赵从不参加课堂讨论，她说：‘他只是坐在那里而已，我都不能形容了，光坐在那里看我们讨论，自己一句话都不说。正是他的缺乏表现的行为才使他显得与众不同，我仅记得他笑过一次，且不是大笑’。

### 老师的评价
教过赵英语课的露辛达·罗伊（Lucinda Roy）教授描述他为‘聰明的人’，但似乎有些笨拙，非常孤独，缺乏安全感，就算在教室内也从不脱下太阳眼镜。有时候他的行为是‘傲慢的’、‘犯众的’。2005年秋季莱伊教授曾将赵从班上除名，因为他常在课堂内无缘无故地发火。她说她曾数次试图帮助他，好心劝他看心理医生但都遭到拒绝。她又说赵的作文似乎很有怒气，他还常常自言自语，对简单问题半天也答不上来。并用手机在课堂上偷拍她照片。她曾对赵进行单独辅导，但是在会面时她总是为自己的安全担心。
教过赵诗詞课的尼基·乔瓦尼（Nikki Giovanni）教授也曾将赵从班上除名，因为他有威胁的行为。并说赵的‘脾气很壞’（mean），是一堆有问题的‘废物’（crap）。当听说到校园里发生屠杀事件后她说：我当时已经猜到很有可能是谁了，如果不是他才会令我吃惊呢。

## 邮寄给NBC的影视光碟
赵承熙在宿舍杀人之后，曾将一个邮包寄往美国国家广播公司（NBC），邮包寄出后，才前往第二现场杀害30名师生。邮包内包含一张由他自拍的光碟，十页纸上有他的相片打印件和为他所作行为辩解的说理。因为赵把地址中的美國郵區編號写错了，邮包在路上多走了一天。
4月18日，NBC收到邮包，光碟中有27段录影短片（均存档为苹果电脑的QT电影格式），当晚NBC播放其中一部分录影。赵於开场白中如此说道：
|  | 我并不一定要这样做，我大可以一走了之，逃到天涯海角。但是不，我再也不逃了！我这样做不是为我自己，而是为了我的孩子和兄弟姐妹们（注：指广义上的，不是指他的直系亲属），他们已经被你们蹂躪过了，我为了他们。我在那个时候，做了我該做的事。你们有成百亿个机会避免今日之事发生，但是你们却决定要洒我的血。是你们把我逼到了墙角，只留给我一个选择。既然决定是你们做的，现在你们的手上就沾上了永远洗不掉的血。 |

这段话除了最后一句，全部使用英语的过去时态，因为他知道当人们看到时他已经不再活在世上了。
另外据专家分析，他所留下的数页文字毫无逻辑性，让人摸不着头脑。可以看出这个人的精神已经濒临崩溃。文字大致是咒骂拥有过多财富的美国人们，和享乐主义（即挥金如土）的生活方式。在以下一段录影中，赵还说道：
|  | 多亏了你们，我今日死如耶稣基督，让我的行动激励每一代中那些弱势的人，那些无力自卫的人。 |

在另一段文字中赵还特意提到了1999年4月20日发生在科罗拉多州丹佛市的科倫拜校園事件和其中两名少年凶犯，值得注意的是本事件发生日距离那次惨案为八年差四日整。
在录影的末尾和打印出来的相片之中有他用军用刀抵着自己咽喉和用手枪比划着自己的太阳穴的骇人镜头，即说明他是要人们看到，他将要在按预定计划实现了他蓄谋已久的『縱慾杀戮』之后自尽。

## 英语习作

### 两个短剧本
2006年，赵承熙曾用英语写下一个剧本习作，标题为《理查德·麦克必夫纪事》（Richard McBeef）。标题里的人名可能袭自莎翁的名作《马可白》（Macbeth）。和《马》剧类似，剧本是讲一个十三岁小孩约翰設計並陷害继父，使得繼父被母親誤會, 導致家庭失和的虚构故事。剧中有一段在小约翰、继父理查德、和生母苏珊之间剧烈争吵的‘戏肉’，在本剧结尾则是继父在惱羞成怒之下给了小约翰‘致命的一击’。
后来，赵又写了一个短剧，标题为《布朗斯通先生》（或译《布朗史东先生》），情节为三个十七岁少年一边在赌场试运气，一边谈论他们所憎恨的数学老师即布朗斯通先生，因为老师曾虐待（在英文劇本裏趙寫做‘雞姦’，趙的用詞為ass-rape)過他们三个人，最后三人赢了一些钱，布朗斯通先生却出现，经过一番唇槍舌戰后居然把他们的钱都骗走了。

### 对剧本的评价
戏剧学教授爱德华·法乐科（Edward Falco 或译爱华特·科高）曾在课堂上评述过赵的其中一个短剧本，他首先提到在短短的十二页中发现一些语法和键盘敲击错误。法乐科教授相信赵是因为与众人口头沟通不擅才付诸纸上的。他说：‘剧本写的不算好，但起码那也是一种沟通方式’。
另一位教授则说赵的作品「如同儿戏」，而且含有大量暴力成分。他的同学们则认为那个剧本实在是病态、畸形。前同班同学麦克法兰（Ian MacFarlane，在世幸存着）说：「我们看过他的剧本后，简直就像作了一场恶梦，暴力情节那么扭曲，那么恐怖，一般人怎么想像得出。」

## 韓國反应
赵承熙的暴行极大震撼了美国的韩裔社区，当年约九万三千名有韓國背景的学生在美国各高等院校中读书。
首尔一位市民愤慨地说：「他的父母含辛茹苦把他带到美国养大，又读上了大学，没想到他却幹出这么疯狂的事情来」。多数在美韩人都担心主流社区会因此对他们产生更多种族偏见并多生事端。
很多在美的韩国人在事件发生后便马上前去对幸存者表示了慰问和支持。大韩民国总统卢武鉉宣称该事件之震撼「简直不可思议」，令他「深感痛楚」。